# 五庄王
五庄王是臺灣臺南市官田區與下營區的五個聚落（庄頭）所共同傳承的伽藍尊王信仰，雖然這五個聚落有各自的地方廟宇及主神，但會輪流供奉一尊伽藍尊王。然而從古時候流傳下來的神像在2015年7月5日時，因為火災而被燒毀，後來信徒重塑一尊神像，延續此一宗教活動。

## 沿革

### 由來傳說
據說過去有胡姓兄弟五人，要從福建搭船來臺，卻發現船隻無法出航，請示神明之後回家請來「老王公」（伽藍尊王）香火，才得以出海。途中不料遇上大風導致船隻重創，胡姓兄弟遂祈求「老王公」保佑，且表示若能平安度過此劫，日後必將雕塑金身答謝。此時海上突然漂來一巨大神木，兄弟靠著這棵神木，最後終於抵達臺灣。
之後據說兄弟五人來臺後暫時住在「草店尾」（今 官田區渡頭里南邊），並將老王公的香火供奉於茅廬中。之後五個兄弟各自發展，老大到了角秀，老二到了湖山（今 烏山頭），老三在渡仔頭，老四到洲仔，老五到新中。後來老大成家立業後，其兒子得到重病求醫無效，向玄天上帝請示後，得知是尚未還願之故。於是胡姓兄弟老大雕塑了老王公金身，且決定由五兄弟輪流奉祀一年。
之後由於老王公在地方上相當靈驗，於是五兄弟所住的聚落將老王公也奉為地方上的守護神。於是胡姓家族所供奉的伽藍尊王演變成了五個庄頭的共同信仰，每年農曆正月二十到廿五日之間會舉行遶境。

### 神像燒毀
2015年伽藍尊王移祀洲仔北極殿，但因廟公懸缺，該廟主委顏文鴻遂將這尊歷史悠久的神像迎到自家位在屏東的工廠，但在7月5日中午時，工廠發生火災，神像也隨著廠房付之一炬，僅剩下部分殘骸。顏文鴻表示原本平日他們全家都有午睡的習慣，但那天剛好有事沒人在家，認為是神明捨身救人，表示願盡力還給神明新的金身。